# KJ Henry
Keith Jeremiah Henry (Winston-Salem, 27 gennaio 1999) è un giocatore di football americano statunitense che milita nel ruolo di defensive end per i Philadelphia Eagles della National Football League (NFL).

## Carriera

### Washington Commanders
Al college Henry giocò a football a Clemson. Fu scelto nel corso del quinto giro (137º assoluto) del Draft NFL 2023 dai Washington Commanders. Debuttò come professionista subentrando nella gara del primo turno contro gli Arizona Cardinals giocando 13 snap negli special team. La sua prima stagione si chiuse con 19 tackle, 1,5 sack e 2 passaggi deviati in 10 presenze, 3 delle quali come titolare. Il 27 agosto 2024 fu svincolato.

### Cincinnati Bengals
Il giorno successivo Henry firmò con i Cincinnati Bengals.

### Dallas Cowboys
Il 1º ottobre 2024 Henry firmò con i Dallas Cowboys. Fu acquisito per aggiungere profondità nel ruolo di defensive end dopo l'infortunio di DeMarcus Lawrence. Fu dichiarato inattivo nella gara della settimana 5 contro i Pittsburgh Steelers. Mise a segno 3 placcaggi e un sack nella sconfitta per 9–47 contro i Detroit Lions. Fu svincolati il 23 novembre.

### Philadelphia Eagles
Il 26 novembre 2024 Henry firmò con la squadra di allenamento dei Philadelphia Eagles.

## Palmarès
- Super Bowl : 1

Philadelphia Eagles: LIX
- National Football Conference Championship: 1

Philadelphia Eagles: 2024